# ناوکی ایشیکاوا
ناوکی ایشیکاوا (انگلیسی: Naoki Ishikawa؛ زادهٔ ۱۳ سپتامبر ۱۹۸۵) بازیکن فوتبال اهل ژاپن است.
از باشگاه‌هایی که در آن بازی کرده‌است می‌توان به باشگاه فوتبال کونسادول ساپورو، باشگاه فوتبال کاشیوا ریسول، و باشگاه فوتبال آلبیرکس نیگاتا اشاره کرد.